# 오라니엔부르크역
오라니엔부르크역(Bahnhof Oranienburg)은 브란덴부르크주 오라니엔부르크에 있는 베를린 북부선의 철도역이다. 베를린 S반 노선의 종착역이자 북부선 열차의 중간역이다. 현재의 역사는 1910년대에 증축되었으며 건축유산으로 지정되어 있다. 1914년에 개통하여 1967년에 여객 영업이 중단된 나우엔-오라니엔부르크선은 이 역 남쪽에서 서쪽으로 분기했다.

## 역사

### 초기
1877년 7월 10일 베를린 북부선의 남부 구간이 개통되면서 오라니엔부르크역이 개통했고, 1878년 1월 1일부터 슈트랄준트까지 구간이 완전히 개통했다. 1878년 말에는 베를린-슈트랄준트 열차가 1일 3왕복 운행했으며 오라니엔부르크역은 필수 정차역이었다. 1877년부터 베를린-오라니엔부르크-그란제 구간에 철도 운행용으로 개조한 버스를 사용한 근교선 영업이 시작되었다. 베를린 슈테틴역과 오라니엔부르크역 사이를 중간역에 정차하면서 1시간 간격으로 운행했고, 전체 소요 시간은 약 20분이었다. 근교 화물용 화차가 연결되기도 했다. 1884년에는 베를린-그란제 구간 1일 1왕복, 베를린-오라니엔부르크 구간 1일 2왕복 운행했다.
근교선 수요가 증가하면서 베를린-오라니엔부르크 구간의 선로가 1890년/1891년에 복선화되었다. 1891년 10월 1일부터는 베를린-오라니엔부르크 구간에 근교선 운임이 도입되었다. 1900년에는 근교선용 추가 승강장이 건설되었다.
제1차 세계 대전 이전에는 베를린 방면 근교선 열차가 시간당 1~2회 운행했다. 베를린에서 출발한 북부선 장거리 열차는 오라니엔부르크역을 경유하여 북부선의 다른 역으로 일일 최대 12회 운행했다. 당시 북부선 열차 약 10편성 중 오라니엔부르크 정차 편성은 2편성이었다.

### 역사 대확장
1910년대 초반부터 역의 수용 가능 인원이 한계에 도달했다. 나우엔-오라니엔부르크선 및 브란덴부르크 우회선 건설에 따라서 오라니엔부르크역도 증축되었다. 역사 증축 및 시설 확충은 1913년부터 1915년까지 진행되었다. 나우엔 방면 우회선은 1914년 11월 2일에 임시로 개통했으며, 1915년 4월 1일에 완전히 개통했다. 에베르스발데 방면으로의 우회선 연장도 계획되었으나 실현되지는 않았다. 증축 과정에서 선로의 높이가 올라갔다. 역사는 기존 구조를 일부 유지하면서 확장되었으며 외관은 새롭게 변경되었다. 베를린 방면 근교선 열차는 별도의 두단식 승강장에 정차했고, 이를 위한 유치선과 기관차고가 설치되었다. 북부선 승강장 동쪽으로 우회선 승강장이 건설되었고, 역 동쪽으로 화물 시설이 설치되었다.
역 남쪽에서 근교선과 장거리선이 합쳐졌지만, 차후 복복선화를 대비한 시설이 사전에 설치되었다. 1914년에 개통한 오데르-하펠 운하를 가로지르는 철교는 복복선 선로를 건설할 수 있는 폭으로 설계되었다.

### 전간기
1925년에는 근교선이 직류 제3궤조로 전철화되었고, 비르켄베르더역-오라니엔부르크역 구간 그 해 10월 4일(또는 6일)에 전철화되었다. 1930년대에는 근교선에 S반 명칭이 사용되었다. 1925년에는 베를린-오라니엔부르크 구간에 평일 1일 33~35왕복 열차가 운행했으며, 일요일에는 45~48왕복 운행했다. 근교선 전철화를 통해서 베를린까지의 운행 시간이 이전의 61~64분에서 49분으로 단축되었다. 이와 동시에 배차 간격도 평시 20분으로 고정되었고, 일부 시간대에는 추가 열차가 편성되었다. 베를린발 및 오라니엔부르크발 열차 중 뢰벤베르크에 정차했던 열차의 일부가 템플린 방면으로 연장되었다. 장거리 급행열차의 대부분은 오라니엔부르크역에 정차하지 않았다.
1939년에 베를린 남북 S반선이 개통하면서 오라니엔부르크-반제 운행 계통이 영업을 시작했다.
1930년대에는 오라니엔부르크에 군수 산업이 발달했다. 오라니엔부르크의 하잉켈 공장은 베를린 북부선과 전용선으로 연결되었다. 오라니엔부르크 강제 수용소와 작센하우젠 강제 수용소 수용자는 오라니엔부르크역을 통해서 이송되었다. 제2차 세계 대전 당시에는 오라니엔부르크가 연합군의 주요 폭격 대상이 되었다. 오라니엔부르크역 자체는 크게 영향을 받지 않았으나, 인근에서 폭격으로 인한 불발탄이 발견되어 열차 운행을 중단시키기도 한다.

### 독일 분단기
제2차 세계 대전 후반부에 역 남쪽에 있었던 운하를 가로지르는 철교가 파괴되었다. 1945년 7월 11일부터 임시 복구되어 운행을 재개했다. 오라니엔부르크-보르크스도르프 구간은 S반과 장거리 열차가 혼합된 단선으로 운행했다. 이로 인하여 S반 운행이 오라니엔부르크-비르켄베르더로 제한되는 등 운행에 차질을 빚었다. 재복선화 이후에야 S반 운행이 20분 배차 간격으로 정상화되었다.
장거리 열차와 지역간 열차는 독일의 분단에 큰 영향을 받았다. 과거의 슈테틴역은 동베를린에 있었으나, 역에서 출발한 장거리 열차는 서베를린 구간을 통과해야 했다. 서베를린 우회를 위하여 슈체친선의 카로역과 북부선의 피히텐그룬트역을 잇는 베를린 카로-피히텐그룬트선이 건설되었고, 1950년 5월 6일에 영업을 시작했다. 건설 초기에는 오라니엔부르크 방면으로만 연결선이 건설되었고, 같은 해 5월 23일에는 노이슈트렐리츠 방면으로 연결선이 건설되어 오라니엔부르크역에서의 방향 전환이 필요하지 않게 되었다. 1951년에는 크레멘선의 펠텐역을 잇는 우회선이 영업을 시작했다.
1952년 5월 18일부터 동독과 서베를린간의 장거리 및 지역간 열차 운행이 중단되고 S반만 운행하게 되었다. 동베를린 지역에서 북부선으로 향하는 열차는 바스도르프 방면 신규 선로로 우회되었고 오라니엔부르크역에 더 이상 정차하지 않게 되었다. 1952년 11월 25일에 카로 분기점-비르켄베르더간 베를린 외곽순환선이 개통되면서 다시 정차가 가능해졌다. 1953년에는 외곽순환선이 더 서쪽으로 연장되었고, 1955년부터는 호엔 노이엔도르프 연결선을 통해서 외곽순환선 서쪽에서 오라니엔부르크역으로 진입할 수 있게 되었다.
1961년 8월 13일 베를린 장벽 건설로 인하여 호엔 노이엔도르프-베를린 프로나우 구간이 단절되었다. 호엔 노이엔도르프-카로 분기점간 베를린 외곽순환선을 임시로 제3궤조 직류로 전철화했고 연결선을 설치하여 그 해 11월 19일부터 오라니엔부르크에서 동베를린으로 직통 S반 운행이 시작되었다. 영업 초기 안정화 과정을 거친 후 1960년대 중반부터 S반 20분 배차 간격이 다시 시행되었다. 비르켄베르더역, 오스트크로이츠역을 경유하여 쇠네펠트 공항 방면으로 S반 열차가 운행했고, 야간이나 주말에는 슈핀들러스펠트 방면으로도 운행했다. 반면 베를린 방면 일반열차는 선로 용량 문제로 베를린으로 직통 운행이 제한되었다. 북부선 방면 여객 열차 및 뢰벤베르크 (마르크) 경유 템플린, 라인스베르크, 노이루핀 방면 열차는 오라니엔부르크역을 기점으로 운행했다. 이외에도 오라니엔부르크-비르켄베르더-헤니히스도르프, 오라니엔부르크-크레멘-펠텐/나우엔 열차가 운행했다.
로스토크와 슈트랄준트항 확장 공사, 동독 북부의 인구 및 관광 수요 증가로 인하여 북부선 수요가 증가했고, 이에 따라서 오라니엔부르크역도 화물 및 여객 수요가 증가했다. 베를린-로스토크, 슈트랄준트, 노이브란덴부르크 방면 급행 열차(Schnellzug)의 필수 정차역으로 지정되었으며, 1976년 11월부터는 슈테테엑스프레스(Städteexpress) 열차가 1왕복 정차했다.
베를린 외곽순환선 건설 이후 과거의 우회선 및 바스도르프/펠텐 방면 연결선이 중복 노선이 되었다. 1967년에는 오라니엔부르크-크레멘-나우엔간 여객 열차, 1969년에는 펠텐 방면 여객 열차가 영업을 중단했다. 펠텐 방면 선로는 이후에 폐선 및 철거되었으나, 나우엔 및 바스도르프 방면 선로는 화물, 여객 우회, 군사적 목적으로 1990년대 말까지 유지되었다.
1977년부터 오라니엔부르크-레니츠 구간 개축이 진행되었다. 이 시기에 S반과 장거리선 열차는 모두 단선으로만 운행했다. 1990년까지 여러 단계로 개축되었으며, S반(오라니엔부르크역 진입 직전 400 m 구간 제외)과 장거리선이 복선화되었다. 나우엔 방면 우회선의 분기 구조도 변경되었다. 이전에는 북부선 선로를 입체 교차하여 오라니엔부르크역 구내에서 접속했으나, 개축 이후 평면 교차로 변경되었다. 1982년부터 역 개축공사가 단계적으로 진행되었다. 과거의 우회선 승강장은 북부선의 장거리선 승강장으로 변경되어 북쪽으로 가는 열차가 정차했다. 1987년 10월에는 신규 신호소가 설치되었다. 1983년 12월 15일에는 비르켄베르더-뢰벤베르크 (마르크) 구간이 전철화되었다.

### 재통일 이후

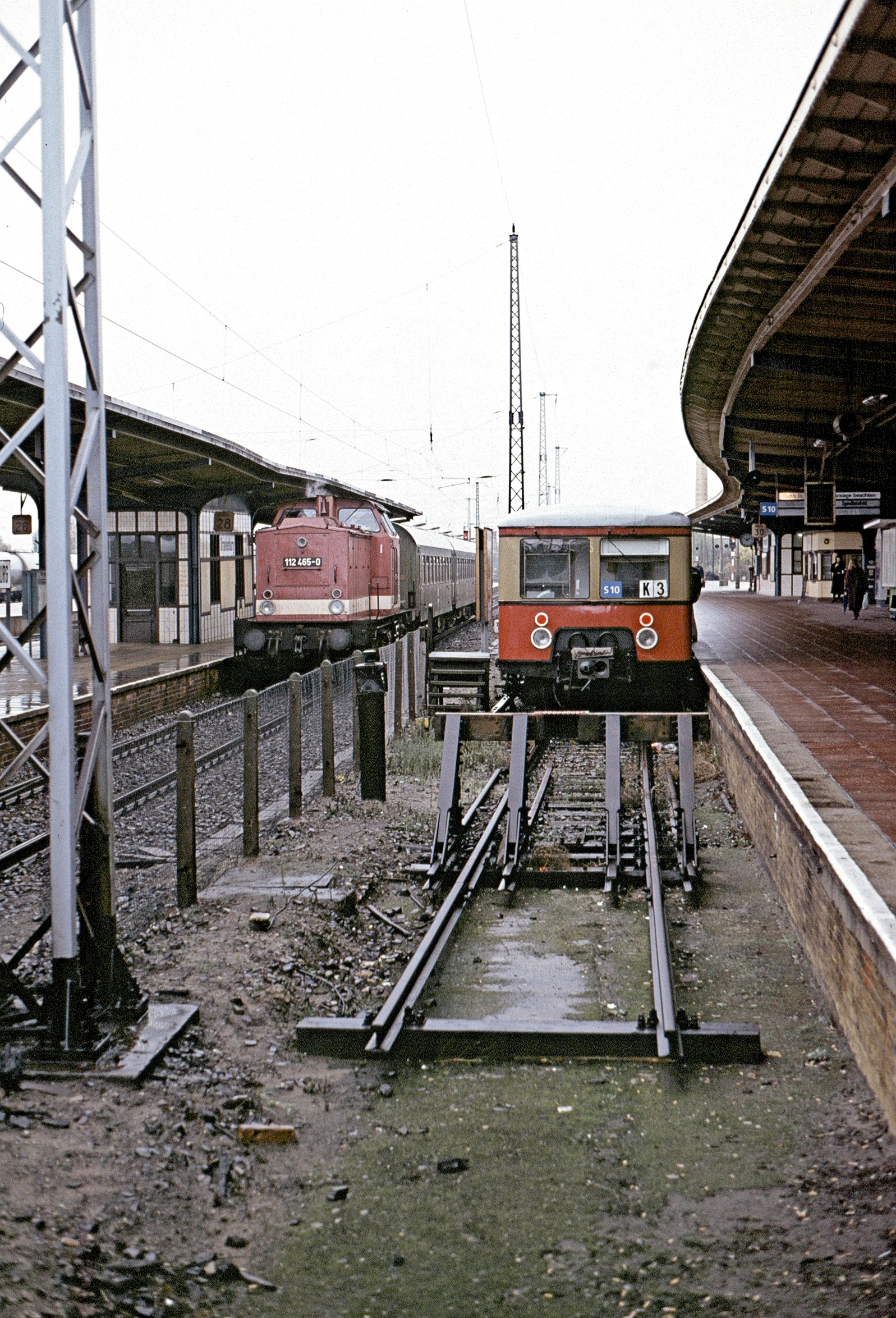
S반과 지역간 열차, 1991년

1992년 5월에 호엔 노이엔도르프-프로나우 구간의 S반 선로가 복원되면서 오라니엔부르크역에서 베를린 도심으로 직통 선로가 복원되었다. 이때부터 오라니엔부르크역-베를린 반제역을 운행하는 S1 운행 개통이 복원되었다. 바스도르프 방면 선로는 1995년에 영업을 중지했고, 1998년에 동력차 회송을 위해서 잠깐 개방되었다. 1990년대 중반에는 나우엔 방면 우회선의 영업이 중지되었다.
1990년대 중반부터 패턴 다이어가 도입되었다. 슈트랄준트 방면 장거리 열차는 1990년대 중반, 로스토크 방면 장거리 열차는 2000년에 폐지되었고 레기오날엑스프레스 열차로 대체되었다.
1999년/2000년에 역 건물이 개보수되었다. 과거 역사 입구 주변과 수하물 보관소, 매표소와 일부 역무실에 상업 공간이 들어섰다. 화장실 근처에는 빵가게가 들어섰다. 대합실에서 승강장으로 이어지는 보행자 터널에는 소형 매장이 들어섰다. 모든 승강장에는 접근성 확보를 위한 엘리베이터가 설치되었다.
2012년 9월부터 오라니엔부르크역 이북의 베를린 북부선이 개보수공사로 전면 폐쇄되었다. 오라니엔부르크역과 베를린 방면 노선은 직접 영향을 받지 않았지만, 보수공사의 일부로 제2차 세계 대전 당시의 불발탄 수색 작업이 진행되면서 2013년 4월까지 베를린 방면 지역간 열차의 운행이 중단되었고 S반만 운행했다.
로스토크 방면 1왕복 ICE 열차는 2019년 12월부터 오라니엔부르크역 통과로 변경되었고, 그 대신 IC 17호선의 정규 정차역으로 변경되었다. 2020년 3월부터 2시간 간격으로 IC 열차가 정차한다.
도이체 반에서는 2026년까지 전자식 신호소를 설치할 예정이다.

## 시설

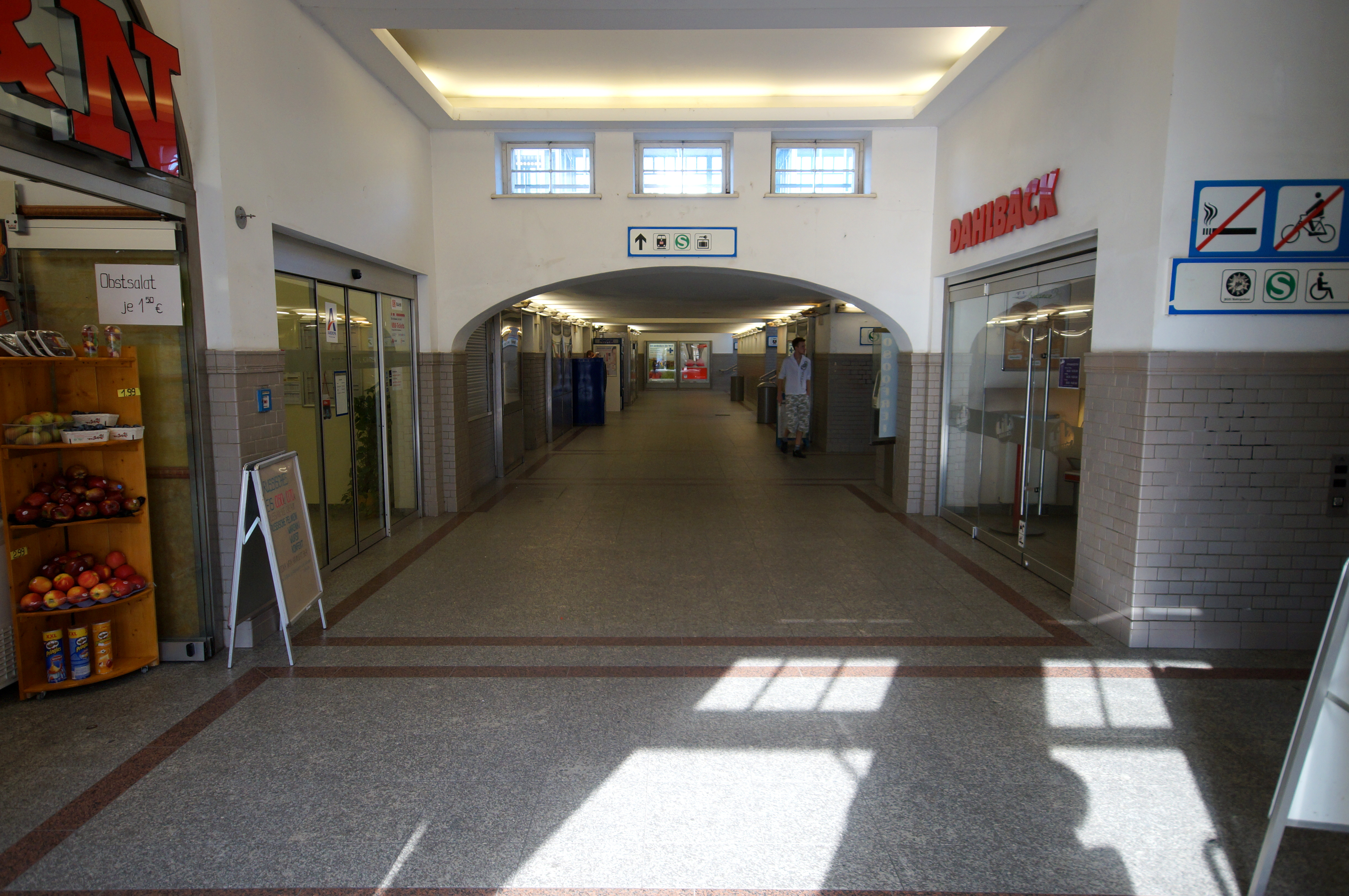
대합실과 보행자 터널

### 역사
건설 당시의 역사는 2층 규모에 기둥이 9개 있는 형태였으며, 현재의 그란제역 건물과 유사한 형태였다. 1910년대 초반에 역사가 증축되었고, 외관상으로는 완전히 새롭게 지어졌으나 내부는 기존 역사와 증축된 역사가 통일감을 유지하도록 건설되었다. 건설 당시 역사는 노란색 벽돌과 빨간색 천장으로 지어졌으며, 증축 이후에는 벽이 회칠되었다. 역사 외부 외에도 역 광장과 1913년에 건설된 학교 건물이 집합 건물을 구성한다. 역사는 오버하펠군의 건축유산으로 지정되어 있다.
증축 과정에서 과거 역사의 구조는 일부 유지되었고, 남쪽으로 증축되어 전체적으로 뒤집힌 ㄴ자형을 이루도록 했다. 증축된 부분에는 S반의 두단식 승강장이 위치해 있다. 역사 내부는 완전히 새롭게 설계되었으며 실내 배치가 변경되었다. 주 출입구는 구 역사의 중앙에서 오른쪽으로 옮겨졌으며, 승강장으로 연결되는 보행자 터널이 건설되었다.

### 부속 시설

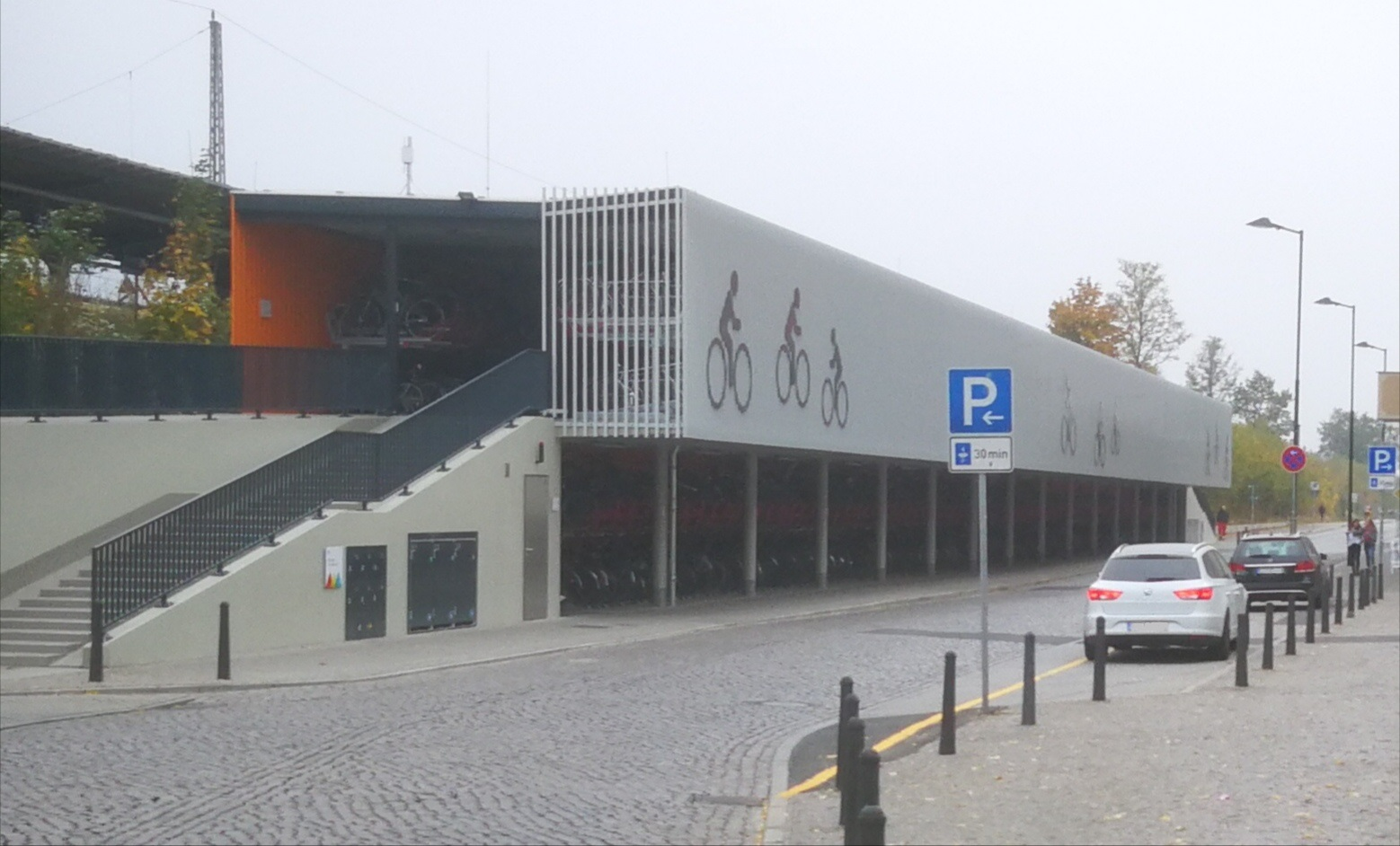
2층 규모 자전거 주차장, 2018년

대합실에서 보행자 터널을 통해서 총 3면인 승강장과 연결되며, 보행자 터널은 지표면 높이에 위치해 있다. 최서단 승강장은 베를린 S반 열차가 사용하며, 나머지 두 승강장은 일반 열차가 사용한다. S반 승강장은 역 광장으로 이어지는 별개의 직통 통로가 있다. S반 승강장(A)과 서쪽 열차선 승강장(B)에는 지붕이 전체적으로 설치되어 있으며, 동쪽 열차선 승강장(C)에는 지붕이 일부만 설치되어 있다.
보행자 터널을 화물선 하부로 연장하여 역 동쪽의 주택지까지를 관통할 계획이 있으나, 2011년에 이 계획은 비용 문제로 취소되었다.
역 남쪽의 선로 서쪽에는 S반 기지가 설치되어 있으며, 선로 동쪽에는 1987년에 영업을 시작한 GS III Sp 68형 신호소가 설치되어 있다. 신호소 건물은 2016년에 건축유산으로 지정되었다. 승강장 동쪽으로 화물 유치선이 설치되어 있으며, 시내 연결선의 기종점이기도 하다. 2018년에는 2층 규모의 자전거 주차장이 완공되어 수용 규모를 370대에서 1000대로 확대했다.

## 인접 정차역

### 장거리 열차
| IC                                       | IC    | IC                                    |
| ---------------------------------------- | ----- | ------------------------------------- |
| 베를린 게준트브루넨 켐니츠/드레스덴 방면 | IC 17 | 노이슈트렐리츠 중앙역 바르네뮌데 방면 |

### 지역간 및 광역 철도
| RE·RB                                 | RE·RB | RE·RB                           |
| ------------------------------------- | ----- | ------------------------------- |
| 베를린 게준트브루넨 쥐트크로이츠 방면 | RE 5  | 그란제 로스토크 방면            |
| 베를린 게준트브루넨 쥐트크로이츠 방면 | RE 5  | 뢰벤베르크 슈트랄준트 방면      |
| 호엔쇤하우젠 오스트크로이츠 방면      | RB 12 | 작센하우젠 템플린 슈타트역 방면 |
| 비르켄베르더 포츠담 그리브니츠제 방면 | RB 20 | 시·종착역                       |
| 호엔쇤하우젠 쇠네펠트 방면            | RB 32 | 시·종착역                       |
| 베를린 S반                            |       |                                 |
| 시·종착역                             | S1    | 레니츠 베를린 반제 방면         |